# Utassy Károly
Utassy Károly (Kalocsa, 1814. — Mezőkaszony, Bereg vármegye, 1884.) magyar nemesi származású honvédőrnagy.

## Élete
1834-től önkéntes, 1847-től hadnagy volt a 3. huszárezredben. Az 1848–49-es forradalom és szabadságharc elején, 1848 április 30-án kilépett a császári-királyi hadseregből, s bekapcsolódott a magyar szabadságharcba. 1848 június 13-tól főhadnagy lett a 3. honvédzászlóaljnál. 1848 szeptember 27-től századosként teljesített szolgálatot a 22. zászlóaljban, itt Kazinczy Lajos nevezte ki 1849 augusztus 1-től őrnagynak, e zászlóalj parancsnoka 1848 augusztus 24-ig, a zsibói fegyverletételig.
Az 1867-es kiegyezéskor tagja lett a honvédegyletnek. 1874-től haláláig járásbírósági írnokként működött. 1884-ben, 70 évesen érte a halál.